# Noah Gordon
Noah Gordon (Worcester, 11 de novembro de 1926 – 22 de novembro de 2021) foi um escritor estadunidense. Seus romances falam sobre história da medicina, ética médica e mais recentemente focou em temas relacionados à inquisição e a herança cultural judia.
Serviu no exército dos Estados Unidos durante a Segunda Guerra Mundial. Após o fim da guerra entrou no curso pré-médico por pressão de seus pais, o qual cursou durante apenas um semestre, pedindo transferência para o curso de jornalismo. Se formou como jornalista em 1950. Atuou como editor de algumas revistas científicas e publicou o seu primeiro romance (Rabbi) em 1965.
Morreu em 22 de novembro de 2021, aos 95 anos de idade.

## Romances publicados
- La Bodega (The Bodega, 2007)
- O Último Judeu (The Last Jew, 2000)
- A Escolha da Drª Cole (Matters of Choice, 1996)
- Xamã (Shaman, 1992)
- O Médico de Ispahan –em Portugal–, O Físico –no Brasil (The Physician, 1986)
- O Diamante de Jerusalém (The Jerusalem Diamond, 1979)
- O Comitê da Morte (The Death Committee, 1969)
- O Rabino (Rabbi, 1965)

No Brasil, livros publicados pela Editora Rocco e pela Bertrand em Portugal
Trabalhou como editor científico para o Boston Herald antes de se tornar escritor. Com a sua trilogia (O Físico, Xamã e A Escolha da Drª Cole), Gordon ganhou o James Fenimore Cooper Prize nos USA, o Golden Pen Award na Alemanha e o Premio Selezione na Itália.